# ایمی یانگ
یانگ هی یونگ (کره‌ای: 양희영؛ ۲۸ ژوئیهٔ ۱۹۸۹) همچنین با نام ایمی یانگ (انگلیسی: Amy Yang) نیز شناخته می‌شود، گلف‌باز اهل کره جنوبی است.